# 第11族元素
| 族   | ← 11 → |
| 周期 |        |
| 4    | 29 Cu  |
| 5    | 47 Ag  |
| 6    | 79 Au  |
| 7    | 111 Rg |

第11族元素（だいじゅういちぞくげんそ、Group 11 element）はIUPAC形式での周期表において第11族に属する元素の総称。銅・銀・金・レントゲニウムがこれに分類される。銅族元素、貨幣金属（coinage metal）とも呼ばれる。
閉殻していないs軌道を持ち、遷移元素として取り扱われる。隣の第12族元素においてs軌道は埋まる。

## 性質
第11族元素では価電子および内殻は（f14）d10s1構造をとり、内殻は閉殻の電子配置を採っている。
|                                  | 銅 29Cu                             | 銀 47Ag         | 金 79Au         |
| -------------------------------- | ----------------------------------- | --------------- | --------------- |
| 電子配置                         | [Ar]3d104s1                         | [Kr]4d105s1     | [Xe]4f145d106s1 |
| 第1イオン化エネルギー （kJ/mol） | 745.5                               | 731.0           | 890.1           |
| 第2イオン化エネルギー （kJ/mol） | 1957.9                              | 2074            | 1980            |
| 電子親和力 （電子ボルト）        | 1.228                               | 1.302           | 2.30863         |
| 電気陰性度 （Allred-Rochow）     | 1.75                                | 1.42            |                 |
| イオン半径 （pm; M+）            | 60（2配位） 74（4配位） 91（6配位） | 108（6配位）    | 151（6配位）    |
| 金属結合半径 （pm）              | 128                                 | 144             | 144             |
| 融点 （K）                       | 1357.6                              | 1234.93         | 1337.33         |
| 沸点 （K）                       | 2840                                | 2435            | 3129            |
| 酸化還元電位 E0 （V）            | −0.520（M+/M）                      | 0.7991 （M+/M） | 1.83 （M+/M）   |

第11族元素は第1族元素と同じ価電子の構成を持ち+1価のイオンを形成する。しかし、d軌道電子の空間分布が上位のs軌道よりも広がることにより、s電子への核電荷の有効遮蔽が弱いために強く原子核に束縛される。その結果、第11族元素と第1族元素は、+1価のイオンを形成しやすいことを除いて、物理的性質が大分異なることになる。すなわち、第11族元素+1価のイオンは強い核電荷の引き付けにより、第1族元素よりもイオン半径が小さく（Cu+ 60 pm; Na+ 113 pm; K+152 pm）、第1イオン化エネルギーが大きい（Cu 745.5 kJ/mol; Na 495.8 kJ/mol）。単体の金属結合にはs電子のみならずd電子も関与するため、昇華エンタルピーや融点は第1族元素よりもかなり高い。この強い金属格子エネルギーは、第11族元素イオンが水和によってほとんど安定化されないことと相まって、腐食されにくいとか電気分解に際して陽極に析出しやすいなど、第11族元素が貴金属性を示す要因になっている。
天然における存在量は、銅は7×10−3 %, 銀は2×10−5 %, 金は5×10−7 %（それぞれ岩石圏の存在比）であり、単体金属で産出することもある。特に金の場合は殆どの場合単体で産出する。銀と金とは性質が似ているが、それに比べて銅の性質は大分異なる。特に金はランタニド収縮の影響により金属半径は銀とほとんど変わらない。
第11族元素のイオンは+1, +2, +3を取りうると考えられるが、銅、銀が+2価が比較的安定であるのに対して、金は+2価の状態を取ることはほとんどなく、+3価が安定イオン種となる。そしてどのイオンもイオン半径が小さく、格子エンタルピーが大きい。そのため、Ag+を例外として、第11族元素のイオンは水和による安定化の寄与が小さく、塩（非錯塩）の多くは水に難溶性である。言い換えるならば、錯塩を除くとAg(+1)塩のみが比較的水溶性が高い。いくつかの錯塩は水溶性を示し、特に無機シアンイオン（CN−）と第11族元素のイオンとの錯塩は水に対する溶解性が大であるため、精錬やメッキなど、第11族元素のシアノ錯体が工業的に利用されている。ほかにアンモニアやアミンなどとも錯体を形成する。

## 引用文献
1. 日本化学会編,『化学便覧 基礎編』 改訂5版, 丸善
2. R.B.ヘスロップ, K. ジョーンズ, 『無機化学』, 東京化学同人
3. F.A.コットン, G.ウイルキンソン, 『無機化学』, 培風館 ISBN 4-563-04066-5